# Рабочая коммунистическая партия (Норвегия)
Рабо́чая коммунисти́ческая па́ртия, РКП (норв. Arbeidernes Kommunistparti, AKP) — маоистская политическая партия в Норвегии, существовавшая в 1973—2007 годах. До начала 1990-х годов называлась Рабочая коммунистическая партия (марксистско-ленинская), РКП (м-л) (Arbeidernes kommunistparti (marxist-leninistene), AKPml). С марта 2007 года действует в качестве течения в партии «Красные».

## Краткая история
На формирование партии повлияли два социально-политических явления своего времени. Одно из них — радикальное студенческое движение в Западной Европе конца 1960-х — начала 1970-х годов. Другой фактор — это раскол в «социалистическом лагере» между Советским Союзом и Китаем. Основатели РКП(м-л) вышли из организации, известной как Социалистическая молодёжная лига (Sosialistisk Ungdomsforbund, SUF). Лига являлась молодёжной организацией Социалистической народной партии, вскоре ставшей основой для создания Социалистической левой партии. Молодёжная организация придерживалась маоистской ориентации и после раскола, последовавшего в 1969 году, приняла название Социалистическая молодёжная лига (марксистско-ленинская) (Sosialistisk Ungdomsforbund (marxist-leninistene), SUF (ml)).
В 1973 году на основе активистов СМЛ(м-л) и Марксистско-ленинской группы (Marxist-Leninistiske Grupper) была создана РКП(м-л). Непосредственно СМЛ(м-л) была переименована в «Красную молодёжь» (Rød Ungdom) и стала молодёжной организацией РКП(м-л).
В соответствии с политикой, проводимой организацией, многие её члены пошли по пути «самопролетаризации», устраиваясь работниками физического труда. Особенно распространённым это было в период 1974—1976 годов. Затем партия призвала своих членов, имевших хорошее образование, поступать преподавателями, в частности, в высшие учебные заведения. Члены партии работали по многим направлениям, — например, в феминистском, профсоюзном и антирасистском движениях.
Партия никогда не принимала участие в выборах под своим именем. В 1973 году вокруг РКП(м-л) был создан Красный избирательный альянс. Альянс участвовал в выборах, начиная со времени своего создания. В 1990 году Альянс преобразовался в политическую партию, не имевшую уже формальных связей с РКП(м-л). Однако многие члены партии состояли в Альянсе. В 1998 году ортодоксальные маоисты, исключённые из РКП(м-л), а также часть «Красной молодёжи», создали новую партию «Служить народу — Коммунистическая лига». В 2007 году РКП и Альянс объединились в партию «Красные».
Часть организации, в основном активисты студенческой организации РКП — Норвежская коммунистическая студенческая лига (НКСЛ, Noregs Kommunistiske Studentforbund, NKS), — выступила против объединения в новую партию. Объединившись с другими маоистскими организациями Норвегии, они учредили организацию под названием «Коммунистическая платформа» (КП (м-л), Kommunistisk plattform, KPml).

## Издания
В 1969 году активистами маоистского движения, составившими затем костяк РКП(м-л), в частности Труном Эгримом, была основана газета «Klassekampen» (Классовая борьба). С 1973 года газета стала официальным органом партии. Начиная с 1990-х годов газета уже не ориентируется чётко на РКП и представляет более широкий левый спектр. Издание позиционирует себя как «ежедневная газета левых» (Venstresidas dagsavis). С начала 2000-х годов партия издаёт газету «akp.no» и дискуссионный журнал «Rødt!» (Красные!), до 2004 года называвшийся «Røde Fane» (Красное знамя). Начиная с 2007 года газета «akp.no» продолжала выходить уже как издание новой партии под названием «Rødt Nytt» (Красные новости). Журнал «Rødt!» также продолжает выходить в настоящее время как издание «Красных».

## Критика РКП
Партия, как и все маоистское движение Норвегии, часто подвергалось критике за поддержку «коммунистических» режимов в разных частях мира, — в частности, Сталина и Мао Цзэдуна. РКП открыто поддержала режим «красных кхмеров» в Камбодже. После вступления вооружённых сторонников Пол Пота в Пномпень газета «Klassekampen» писала на первой странице: «Да здравствует освобождённая Камбоджа». Различные свидетельства о политике режима «красных кхмеров» РКП считала ложными. В период правления Пол Пота делегация от партии посетила страну.

## Председатели РКП
- 1973—1975 Сигурд Аллерн (Sigurd Allern)
- 1975—1984 Поль Стейган (Pål Steigan)
- 1984—1988 Хьерсти Эрикссон (Kjersti Ericsson)
- 1988—1992 Сири Енссен (Siri Jensen)
- 1992—1997 Сольвейг Омдаль (Solveig Aamdal)
- 1997—2006 Йорун Гульдбрансен (Jorun Gulbrandsen)
- 2006—2007 Игнрид Бальтсерзен (Ingrid Baltzersen)

## Известные члены
- Олсен, Эгиль — тренер национальной сборной Норвегии по футболу
- Эгген, Арнъёт — поэт, детский писатель.